# Gloriosa baudii
Gloriosa baudii là một loài thực vật có hoa trong họ Colchicaceae. Loài này được (A.Terracc.) Chiov. miêu tả khoa học đầu tiên năm 1916.